# Freihut
Freihut är ett berg i Österrike.   Det ligger i distriktet Innsbruck-Land och förbundslandet Tyrolen, i den västra delen av landet, 400 km väster om huvudstaden Wien. Toppen på Freihut är 2 228 meter över havet.
Terrängen runt Freihut är bergig. Närmaste större samhälle är Telfs, 14,2 km norr om Freihut. 
I omgivningarna runt Freihut växer i huvudsak barrskog. Runt Freihut är det ganska tätbefolkat, med 80 invånare per kvadratkilometer.